# Memorial Parque das Cerejeiras
O Cemitério Memorial Parque das Cerejeiras é um cemitério particular fundado em novembro de 1993. Localizado no distrito do Jardim Ângela, região do M'Boi Mirim, no entorno da Represa de Guarapiranga e lindeiro ao Parque Ecológico do Guarapiranga, na Zona Sul de São Paulo, possui mais de 300.000 m² de área, sendo mais da metade destinada à preservação ambiental.

## História
Na década de 50 a região do M’boi Mirim passou por um intenso processo de ocupação,
iniciando-se o loteamento dos sítios e chácaras, formando diversas vilas ocupadas pelos
operários das indústrias em franco crescimento na região de Santo Amaro. Essa ocupação
progrediu lentamente até a década de 60. A partir de então, com o crescimento do
movimento migratório e o aumento da população de São Paulo, o M'Boi Mirim passa por um
processo de expansão desordenada, inclusive das áreas de mananciais e de proteção
ambiental.
Em 1986, é emitida a autorização para o cemitério Memorial Parque das Cerejeiras, inaugurado
em 1993. Firmava-se então a vocação do Cerejeiras como parque de preservação, um oásis de
conservação ambiental na densa paisagem urbana da região. Em 2018, o Cerejeiras tornou-se o
cemitério particular com maior número de serviços na cidade de São Paulo.
O Memorial Parque das Cerejeiras tem como objetivo oferecer um local em que familiares e
amigos se sintam acolhidos no momento da dor. Com o propósito de guiar famílias na travessia
da perda, atende hoje a mais de 25 mil famílias.
Entre os pilares de atuação da empresa, estão a preservação do meio ambiente, a promoção da

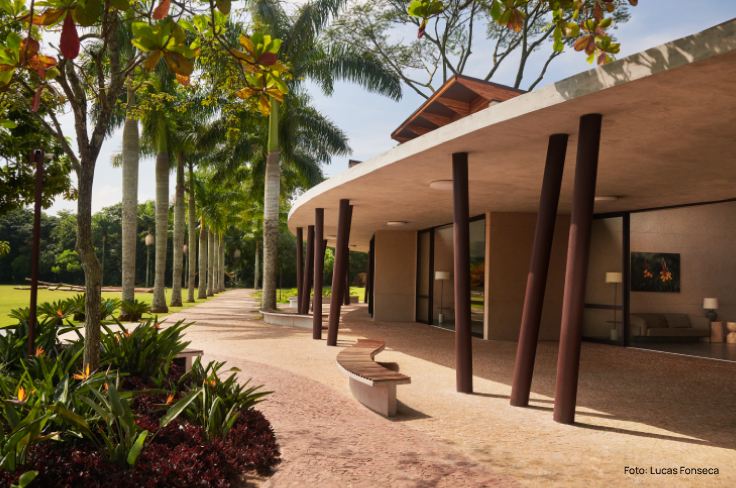
Área das Salas de Velório

educação e o apoio ao enlutado

## Infraestrutura
O Cerejeiras é um cemitério-parque, em que os túmulos são construções subterrâneas
(jazigos), compostas de gavetas, sendo que cada gaveta comporta uma urna funerária (caixão)
e quatro urnas ossuárias (após a exumação). Os jazigos são cobertos por grama e contam com
placas metálicas de identificação. Está dividido em 10 quadras, com capacidade para abrigar
aproximadamente 50 mil jazigos.
Além dos jazigos, o Cerejeiras oferece planos funerários, com diversas
opções de cobertura de serviços funerários e cemiteriais.
Para os serviços de velório, o Parque das Cerejeiras conta com 10 salas de velório, modernas e
integradas à natureza, projetadas para proporcionar conforto aos familiares e visitantes.
Os grupos de apoio ao luto conduzidos por especialistas constituem ótimas ocasiões de
intervenções no processo de luto, cujo enfoque é promover um espaço de mútua ajuda,
sociabilidade, validação de reações de perda, bem como de aprendizagem de novos
comportamentos e ações frente ao luto.
Esse trabalho de humanização e acolhimento às famílias enlutadas acontece de inúmeras
formas durante todo o ano e de forma gratuita, em parceria com o Centro Maiêutica de
Psicologia.

## Arte e Arquitetura
O Parque das Cerejeiras é uma galeria a céu aberto, com esculturas, obras de arte e instalações
criadas exclusivamente para o local. As formas construtivas das edificações, das obras e das
instalações procuram evocar a relação com a natureza e o amor pela vida, a “biofilia”. Algumas
parcerias importantes com artistas no Memorial Parque das Cerejeiras:

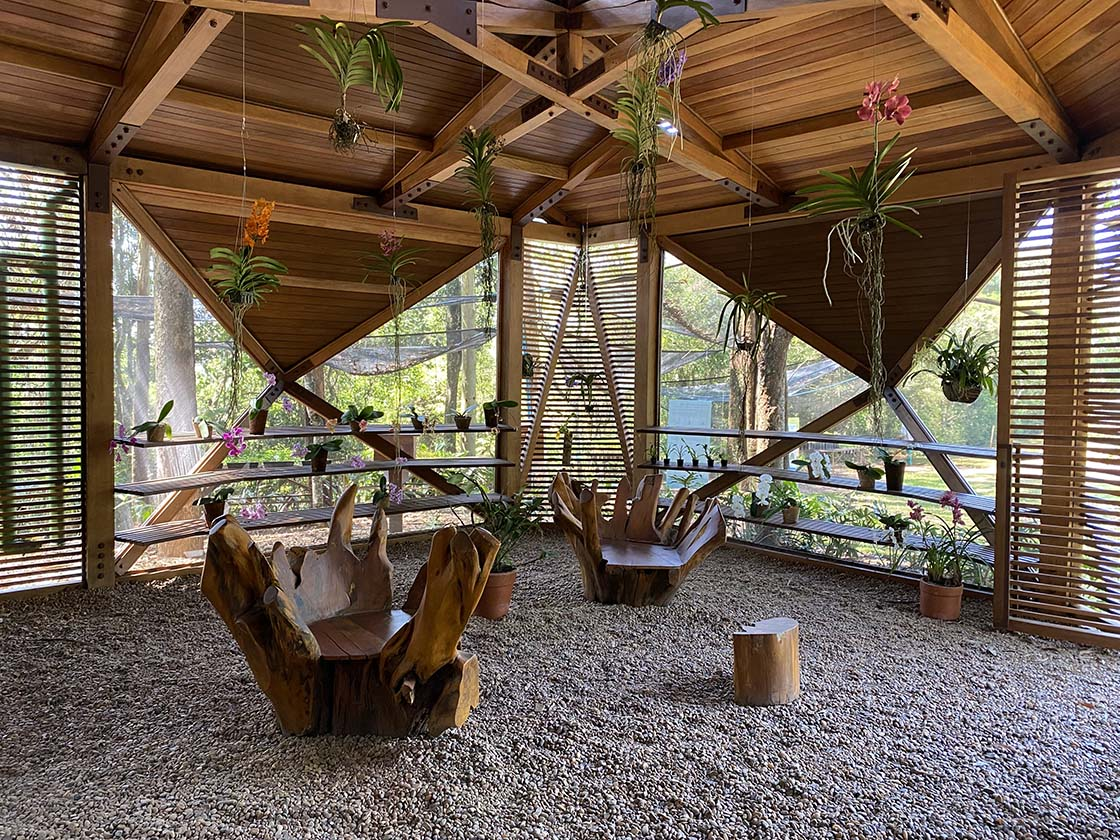
Hugo França

O Cerejeiras possui grandes obras assinadas por Hugo França nos jardins.
Ao todo, são 22 esculturas mobiliárias que podem ser apreciadas livremente pelos visitantes.
Hugo França reaproveitou eucaliptos do próprio Memorial Parque das Cerejeiras, que foram
transformados em 20 mobiliários e 2 esculturas.
A escultura “Árvore”, de autoria de Alê Bufe, foi elaborada a partir de pinturas a dedo, uma
técnica que desenvolveu durante a carreira e que hoje é uma das suas principais
características. A obra reproduz uma árvore inspirada na sequência de Fibonacci,
representando crescimento, evolução, vida e transformação. Os cortes que atravessam a obra,
além de estilosos, possuem também outro propósito: projetar sombras de acordo com a
posição do Sol, criando imagens no solo.

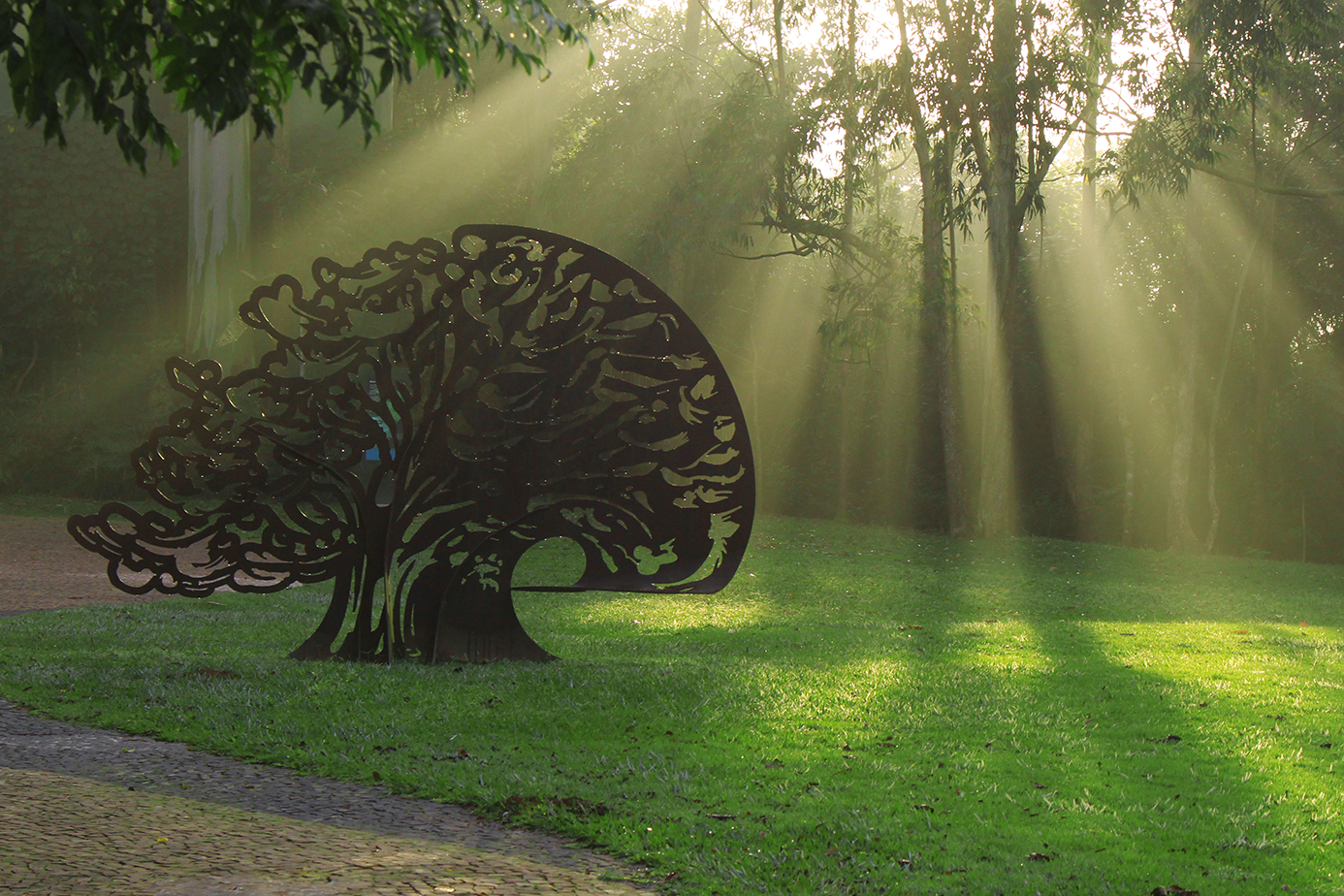
Alê Bufê

O projeto arquitetônico do Cerejeiras é de autoria da arquiteta Crisa Santos. Foi baseado no
conceito da “neuroarquitetura”, que se utiliza da neurociência para criar projetos que
potencializam o impacto do ambiente físico no ser humano. Com estilo contemporâneo e
convidativo, conta com edificações como a capela ecumênica, projeto premiado na categoria
Espaços Públicos da “America Property Awards”; o velório-jardim, a céu aberto, com cobertura
em madeira e bancos de aço assinados pelo designer Sergio Matos; e o orquidário com estrutura de madeira que segue o prolongamento das árvores.
O Cerejeiras recebeu diversos prêmios de reconhecimento pela
qualidade e excelência dos seus serviços de entidades nacionais, como a ACEMBRA (Associação
dos Cemitérios e Crematórios do Brasil) e o SINCEP (Sindicato dos Cemitérios e Crematórios
Particulares do Brasil), e internacionais, como a NFDA (National Funeral Directors Association),
dos Estados Unidos.

## Sustentabilidade
O projeto ambiental do Parque das Cerejeiras  inclui o investimento na requalificação da
biodiversidade, com o reflorestamento, enriquecimento da mata nativa e a criação de um
cinturão verde. Nas últimas décadas foram plantadas mais de 25 mil mudas de árvores
nativas da Mata Atlântica, tais como jatobá, jequitibá branco, palmiteiro juçara, pau ferro,
aroeira, embaúba e ipê amarelo.
A requalificação da biodiversidade alcança também a fauna. Os projetos de reflorestamento e
de enriquecimento da mata nativa foram elaborados para promover um ambiente propício
para as diversas espécies de animais que habitam o Parque. Hoje é possível avistar no Parque
das Cerejeiras mais de 116 espécies de animais, sobretudo aves nativas, tais como
joão-de-barro, quero-quero, coruja, garça, tucano e curicaca.
Além dessas espécies, programas específicos incrementam a biodiversidade do Parque, com a
criação de galinhas d’angola e pavões que circulam livremente entre os visitantes, além de
meliponários instalados na área do bosque central.
Por meio do Projeto Vida Verde, o Memorial Parque das Cerejeiras distribui mudas de árvores
nativas, criadas no viveiro do Cerejeiras, para que o visitante plante uma árvore em
homenagem ao ente querido falecido. O ato de plantar uma nova árvore no mesmo espaço do
sepultamento do ente querido é uma forma de celebrar a memória através da vida e de
simbolizar a continuidade. Este ritual contribui para a elaboração da perda e para a expressão
do luto.
Em 2013, foi iniciado o programa de compostagem para o tratamento de 100% dos resíduos orgânicos. São 3 leiras de 12 metros de comprimento por 3 metros de largura e 1,5 metro de altura, além de áreas suporte para armazenagem dos resíduos, estoque de palha e armazenamento de adubo, e áreas de manobra e manejo das leiras de compostagem. A geração de resíduos sólidos orgânicos chega a aproximadamente 417 m³ ao ano, ou 165 toneladas anuais. O adubo gerado neste processo é utilizado nos canteiros e no plantio de árvores.
Na área da educação, o projeto Educa Cerejeiras foi criado em 2015 e tem como objetivo distribuir bolsas de estudo
para os 3 anos do Ensino Médio no UNASP – Colégio Adventista de São Paulo, referência de
ensino na  da cidade de São Paulo. Os beneficiados são alunos da rede pública da
região da região do Jardim Ângela, na Zona Sul da cidade de São Paulo. Neste projeto, os
bolsistas são selecionados por seu desempenho acadêmico e podem participar alunos que se
destacam em escolas públicas estaduais e municipais da região. As bolsas incluem, além do
custo integral da mensalidade, despesas de transporte, alimentação e material escolar. Muitos
dos ex-bolsistas do projeto Educa Cerejeiras hoje realizam o sonho de cursar o Ensino Superior,
em cursos de Odontologia, Engenharia Civil e Letras.

## Cerejeiras na mídia:
- ArchDaily - Arquitetura por Crisa Santos no Memorial Parque das Cerejeiras[9]
- Gazeta do Povo - Brasil tem cemitério parque que atrai visitantes por arquitetura, design e obras de arte [10]
- Estadão - “Arquitetura dos Sentimentos” atrai visitantes ao Memorial Parque das Cerejeiras
- Revista Projeto - ECOAR.Q e Crisa Santos debatem acolhimento na arquitetura cemiteria. [11]
- Veja - Arquiteta inaugura espaço de meditação em cemitério. [12]
- Casa & Jardim - Cemitério em São Paulo ressignifica o luto por meio da neuroarquitetura[13]
- El País Brasil - Arte no cemitério em São Paulo. [14]
- Folha de S.Paulo - Roteiro por cemitérios destaca passeios culturais e históricos por São Paulo. [15]
- O Globo - Cemitério se transforma na Inhotim de São Paulo. [16]
- Hugo Franca - Arte de Hugo França no Memorial Parque das Cerejeiras[17]

## Ligações Externas
Página oficial